# تشارلي جيل
تشارلي جيل (بالإنجليزية: Charlie Gill)‏ هو لاعب دوري الرغبي أسترالي، ولد في 1923، وتوفي في 1986.